# Криве Озеро Друге
Криве́ О́зеро Друге — селище  в Україні, у Кривоозерській селищній громаді Первомайського району Миколаївської області. Населення становить 2766 осіб.

## Історія
За даними на 1859 рік, у сільському південному (правобережному) поселенні Ананьївського повіту Херсонської губернії мешкало 2185 осіб (1098 чоловічої статі та 1087 — жіночої), налічувалось 319 дворових господарств, існувала православна церква, відбувались базари.
Станом на 1886 рік у колишньому державному селі Врадіївської волості мешкало 2722 особи, налічувалось 554 двори, існували православна церква, школа, винний склад.
За переписом 1897 року кількість мешканців зросла до 4413 осіб (2186 чоловічої статі та 2227 — жіночої), з яких 4380 — православної віри.
За адміністративно-територіальним поділом 1946, 1960, 1972, 1979, 1987 рр. і за Переписом населення 1989 року село відсутнє.
Село Криве Озеро-2 утворене (відновлене) 1991 р.

## Населення
- 1858/59 — 2185
- 1886 — 2722
- 1888 — 4465
- 1897 — 4413
- 1916 — 4462
- 1923 — 5747[5]
- 1926 — 5057[6]
- 2001 — 2760
- 2021 — 2353[7]

### Мова
Розподіл населення за рідною мовою за даними перепису 2001 року:
| Мова       | Кількість | Відсоток |
| ---------- | --------- | -------- |
| українська | 2720      | 98.34%   |
| російська  | 36        | 1.30%    |
| румунська  | 7         | 0.25%    |
| білоруська | 2         | 0.07%    |
| гагаузька  | 1         | 0.04%    |
| Усього     | 2766      | 100%     |

## Постаті
- Ладиженський Олександр Васильович (1978—2014) — старшина Збройних сил України, учасник російсько-української війни.